# 巴特格罗斯佩托茨
巴特格罗斯佩托茨是奥地利下奥地利州格明德县的一个市镇。总面积82.4平方公里，总人口1566人，人口密度19.0人/平方公里（2005年）。